# Freedom Call (EP)
Freedom Call to drugi minialbum power metalowej grupy Angra.

## Lista utworów
1. Freedom Call (Matos, Loureiro) – 05:08
2. Queen of the Night (remix) (Bittencourt) – 04:38
3. Reaching Horizons (remix) (Bittencourt) – 05:08
4. Stand Away (wersja orkiestralna) (Bittencourt) – 04:38
5. Painkiller (cover Judas Priest) (Downing, Halford, Tipton) – 06:05
6. Deep Blue (remix) (Matos) – 03:57
7. Angels Cry (wersja akustyczna) (Matos, Bittencourt) – 09:54
8. Never Understand (wersja akustyczna) (Matos, Bittencourt) – 06:22

## Twórcy
- André Matos - śpiew
- Kiko Loureiro - gitara
- Rafael Bittencourt - gitara
- Luís Mariutti - gitara basowa
- Ricardo Confessori - perkusja